# Lonchaea togoensis
Lonchaea togoensis är en tvåvingeart som först beskrevs av Günther Enderlein 1927.  Lonchaea togoensis ingår i släktet Lonchaea och familjen stjärtflugor. Inga underarter finns listade i Catalogue of Life.